# Farfalle

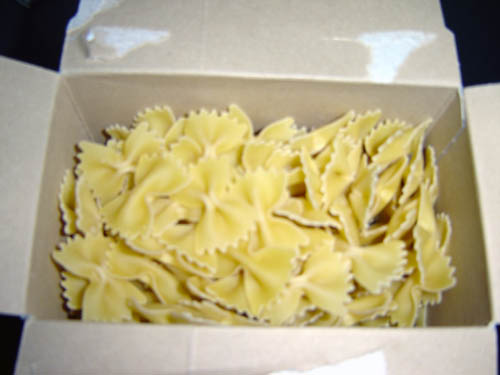
Farfalle.

Farfalle, cujo nome comercial em Portugal é "laços", é um tipo de massa cujo nome deriva da palavra em italiano para borboletas, devido ao seu formato característico, podendo ser associadas também às gravatas-borboletas ou laçarotes. Pode aparecer em massa de diferentes cores, devido à adição de tomate ou espinafre. 